# L'Aigle blessé
L'Aigle blessé est un monument commémoratif élevé sur le site du champ de bataille de Waterloo, en Belgique, à la mémoire du « Dernier Carré » des troupes napoléoniennes. Le monument est l'œuvre de l'architecte parisien Henri-Paul Nénot, de la carrière Gauthier & Cie à Soignies et du fondeur parisien Siot. La sculpture est due au peintre et sculpteur français Jean-Léon Gérôme qui mourut quelques mois avant l'inauguration du monument.
Le monument est géré par la Province du Brabant wallon, qui gère également sur le site de la bataille des monuments comme la colonne Victor Hugo et la ferme du Caillou.

## Localisation
L'Aigle blessé se situe sur le territoire de la commune belge de Lasne, dans la province du Brabant wallon.
Il se dresse le long de la Nationale 5, dite chaussée de Charleroi, à environ 1 500 mètres au sud-est de la butte du Lion et à 200 mètres au sud de la Belle-Alliance, presque face à la colonne Victor Hugo.

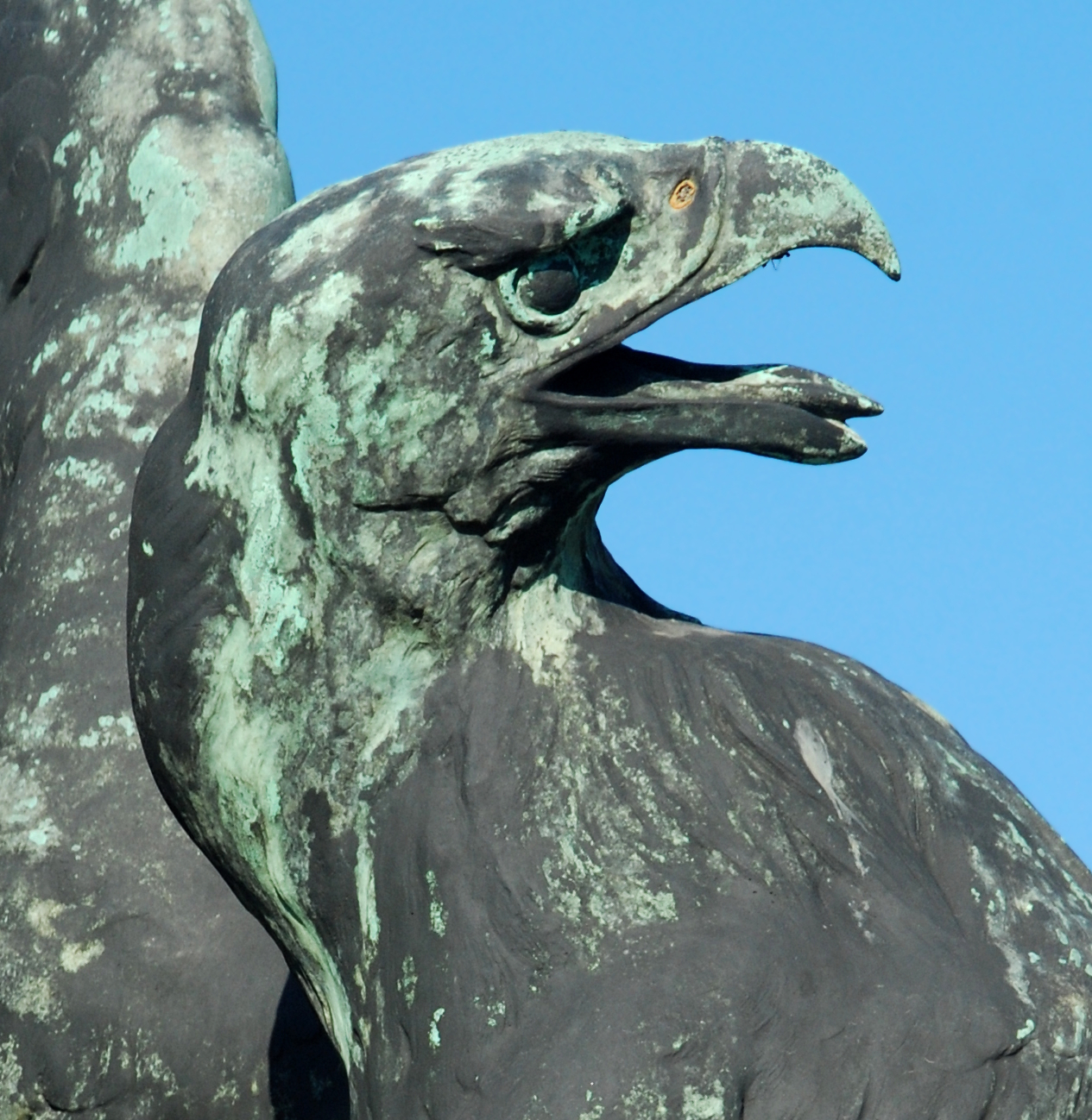
La tête de l'Aigle blessé.

## Description

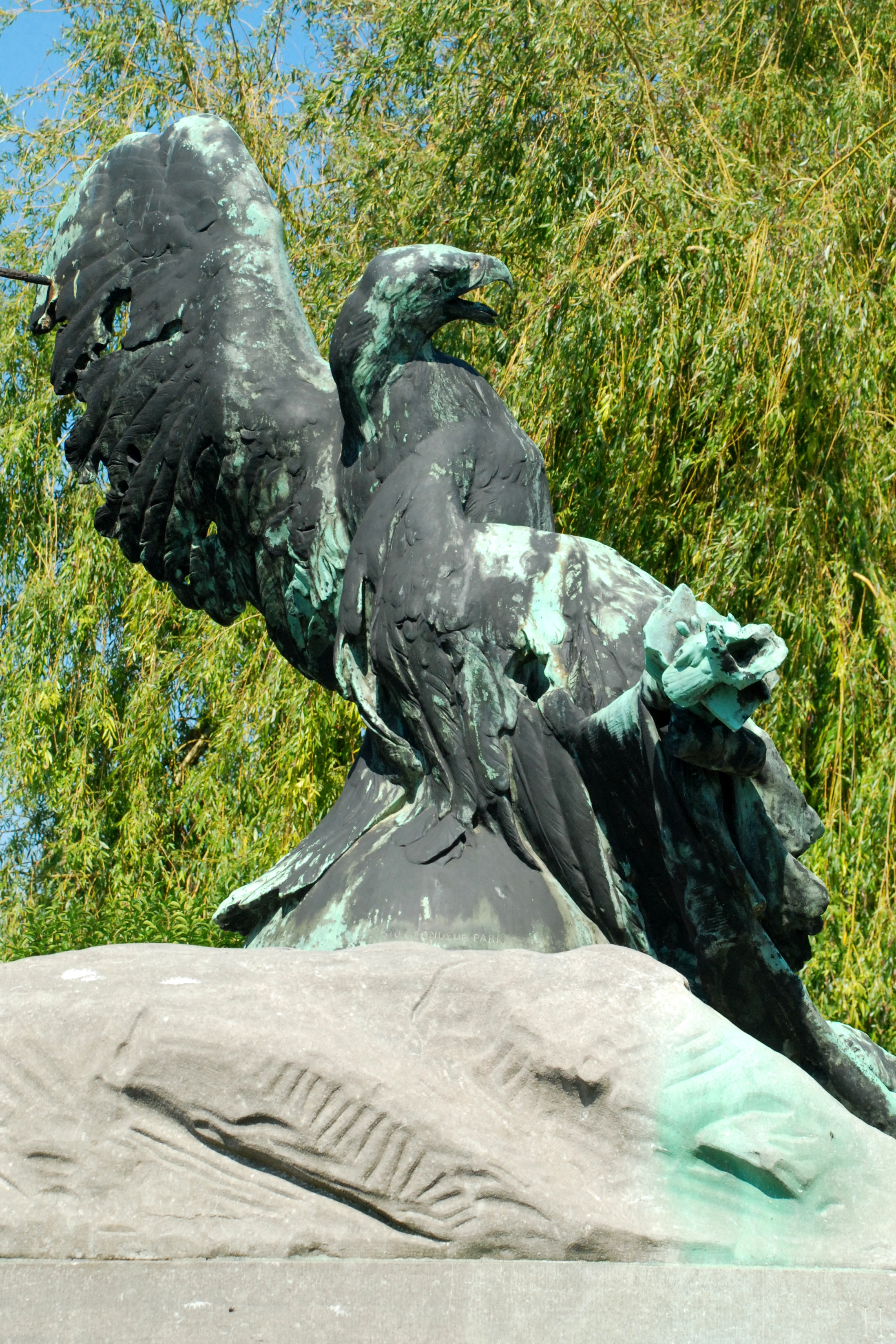

Le monument consiste en une statue de bronze portée par un piédestal en pierre bleue placé dans un enclos carré ceint d'une clôture en fer forgé.
La statue en bronze représente un aigle blessé, levant une aile percée par la mitraille, tenant dans une serre un drapeau, l'autre dressée dans un mouvement de défense autant que de défi.
Sur le socle en pierre bleue est gravé un hommage au dernier carré français :

« Aux Derniers Combattants de la Grande Armée

18 Juin 1815 »

Cet hommage est suivi du nom de la société française d'études d'histoire militaire qui a financé le monument :

« La Sabretache

18 Juin 1904 »

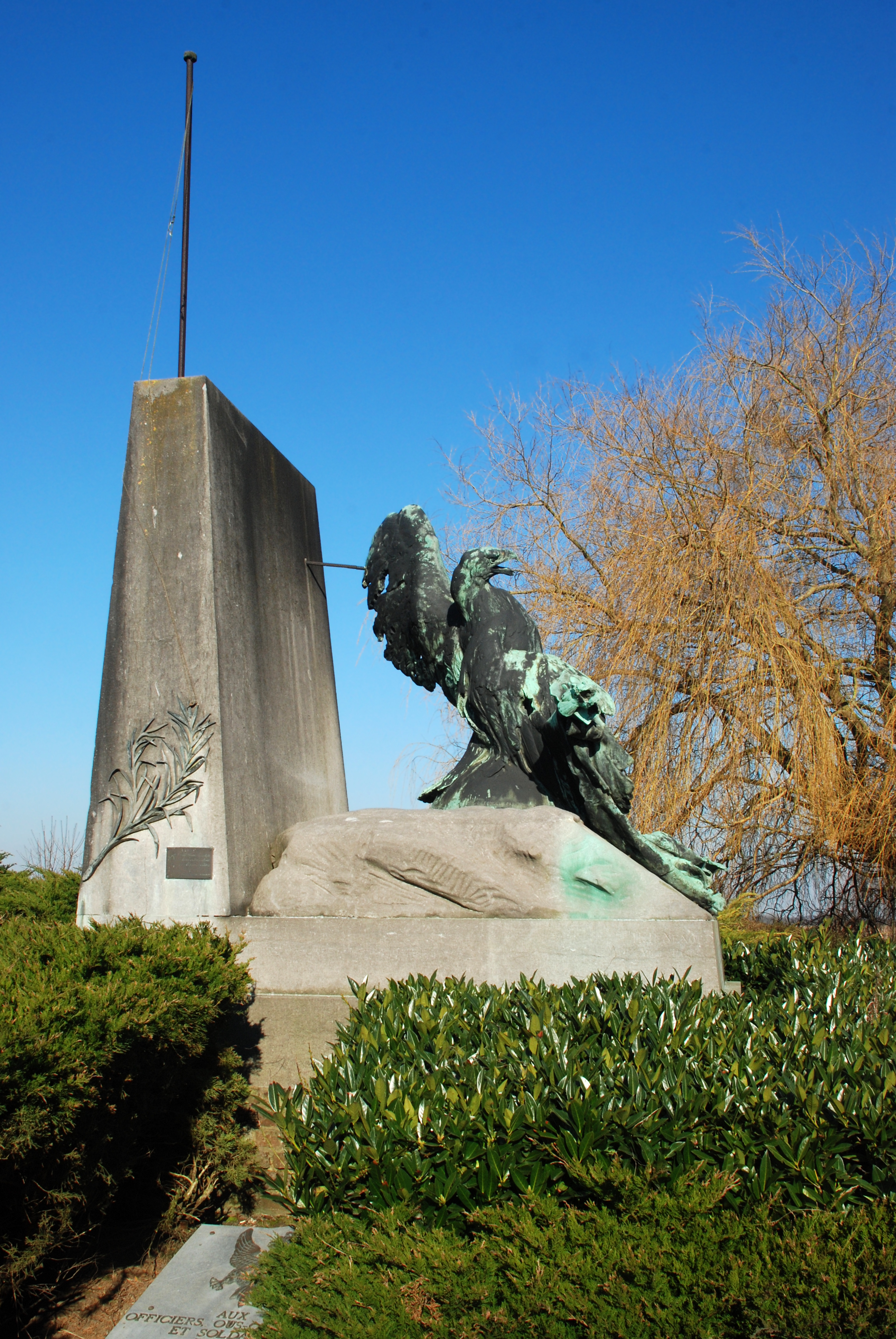
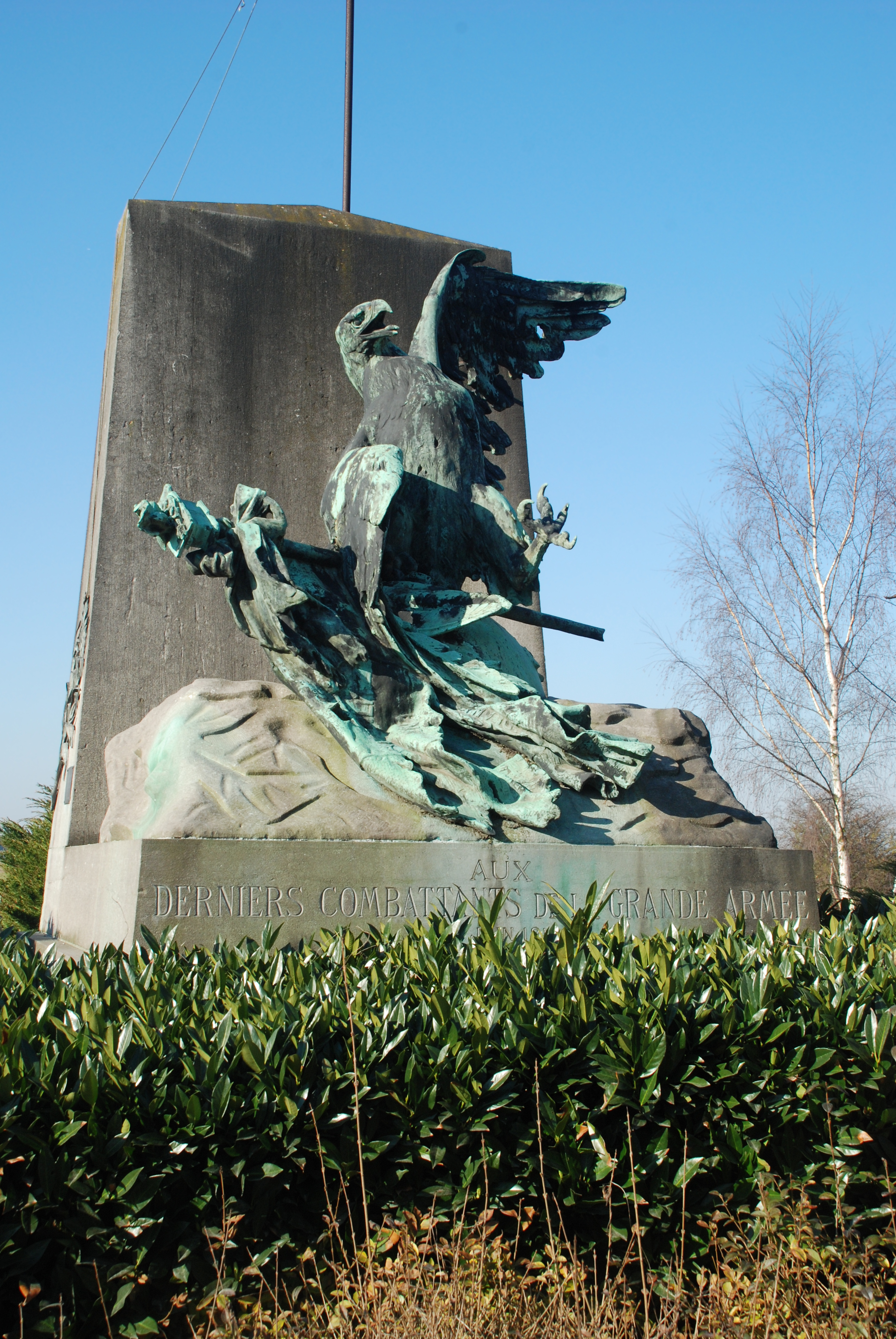
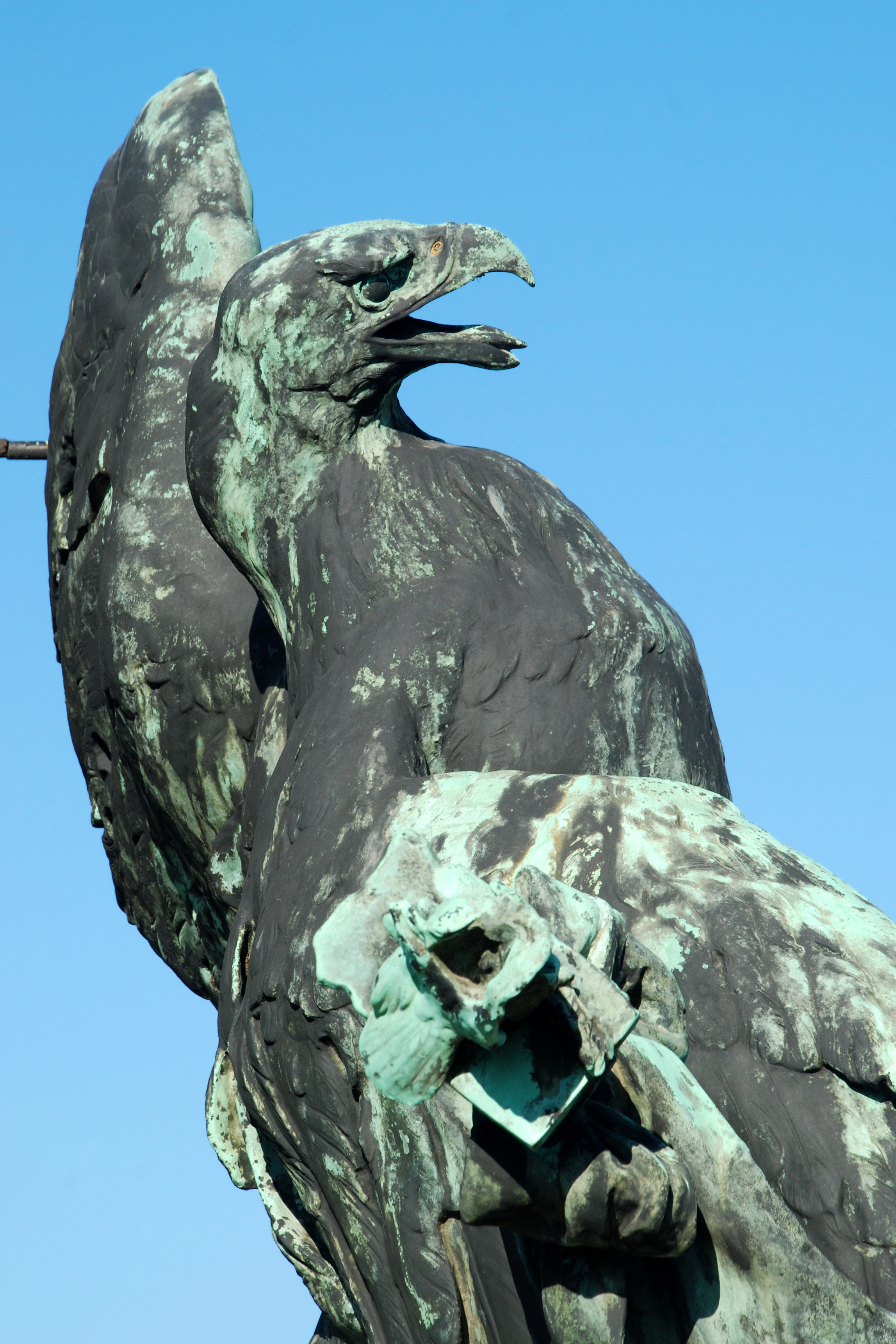

La face latérale du monument est ornée d'une palme en bronze à laquelle est adjointe une dédicace qui se lit ainsi : La 46e Division des chasseurs Alpins aux Anciens de la Grande Armée, tombés à Waterloo pour la Patrie, en marche vers le Rhin, 18 décembre 1918. La plaque de bronze avait disparu en juin 2021.
Le monument est entouré de plantations et d'une clôture en fer forgé ornée de couronnes de laurier dans lesquelles s'inscrivent alternativement l'initiale « N » de Napoléon et le symbole des grenadiers. À l'origine, cette grille forgée n'existait pas et une rangée de pilastres coniques reliés par une forte chaîne ceignaient le monument.
Au pied du monument se trouve une stèle horizontale (réalisée par Émile Richard) dédiée le 18 juin 1990 par les forces armées polonaises et l'A.C.M.N. à la mémoire des membres de l'escadron polonais morts le 18 juin 1815 :

« Aux Officiers, Sous-Officiers Et Soldats De l'Escadron Polonais Tombés à Mont-Saint-Jean Le 18 juin 1815 »

L'enceinte du monument
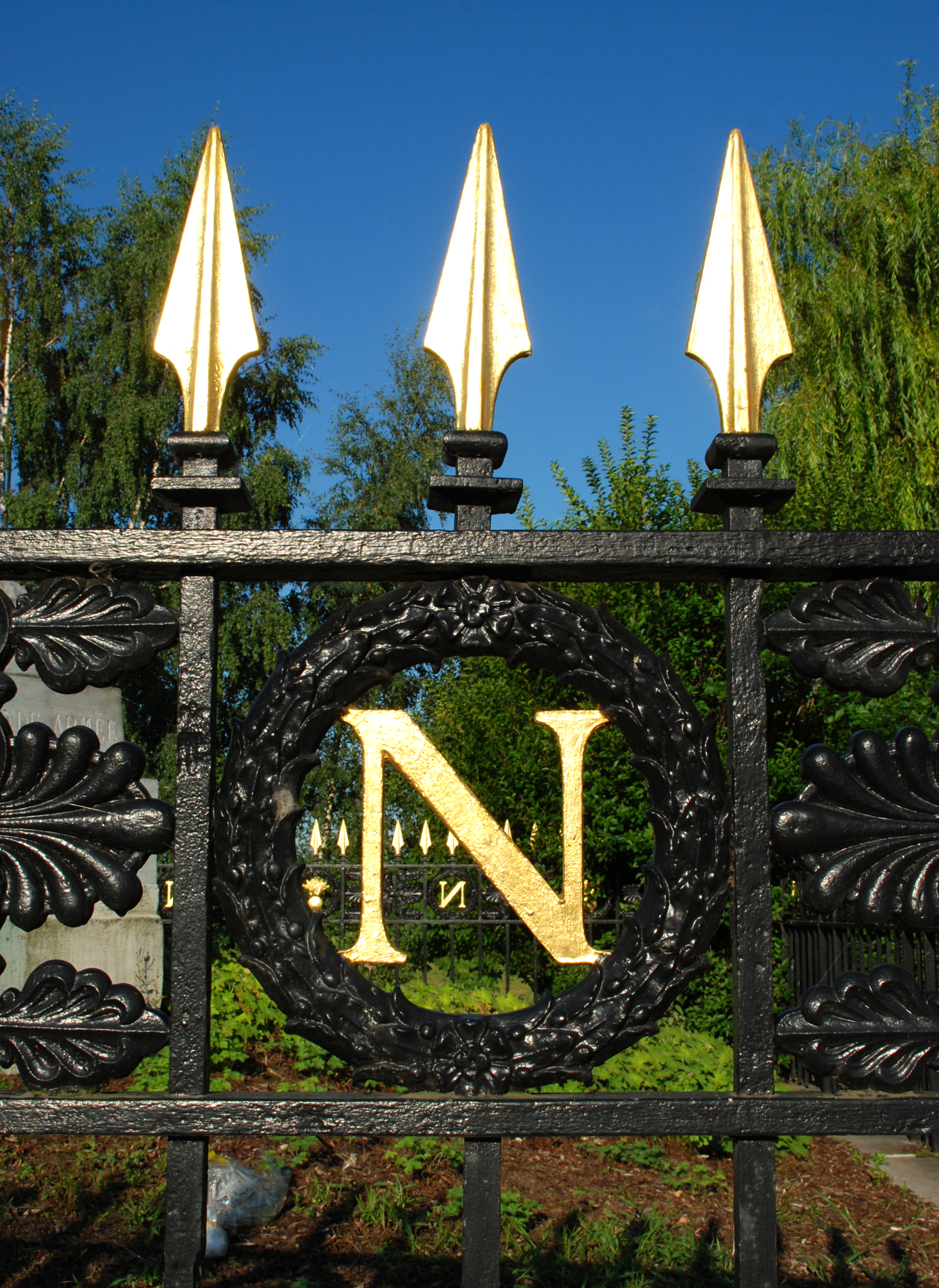
Initiale de Napoléon.
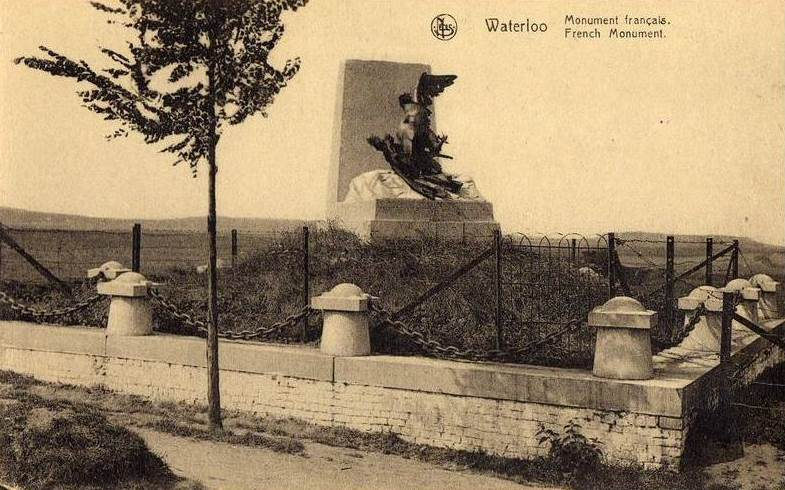
L'enceinte du monument au début du XXe siècle.
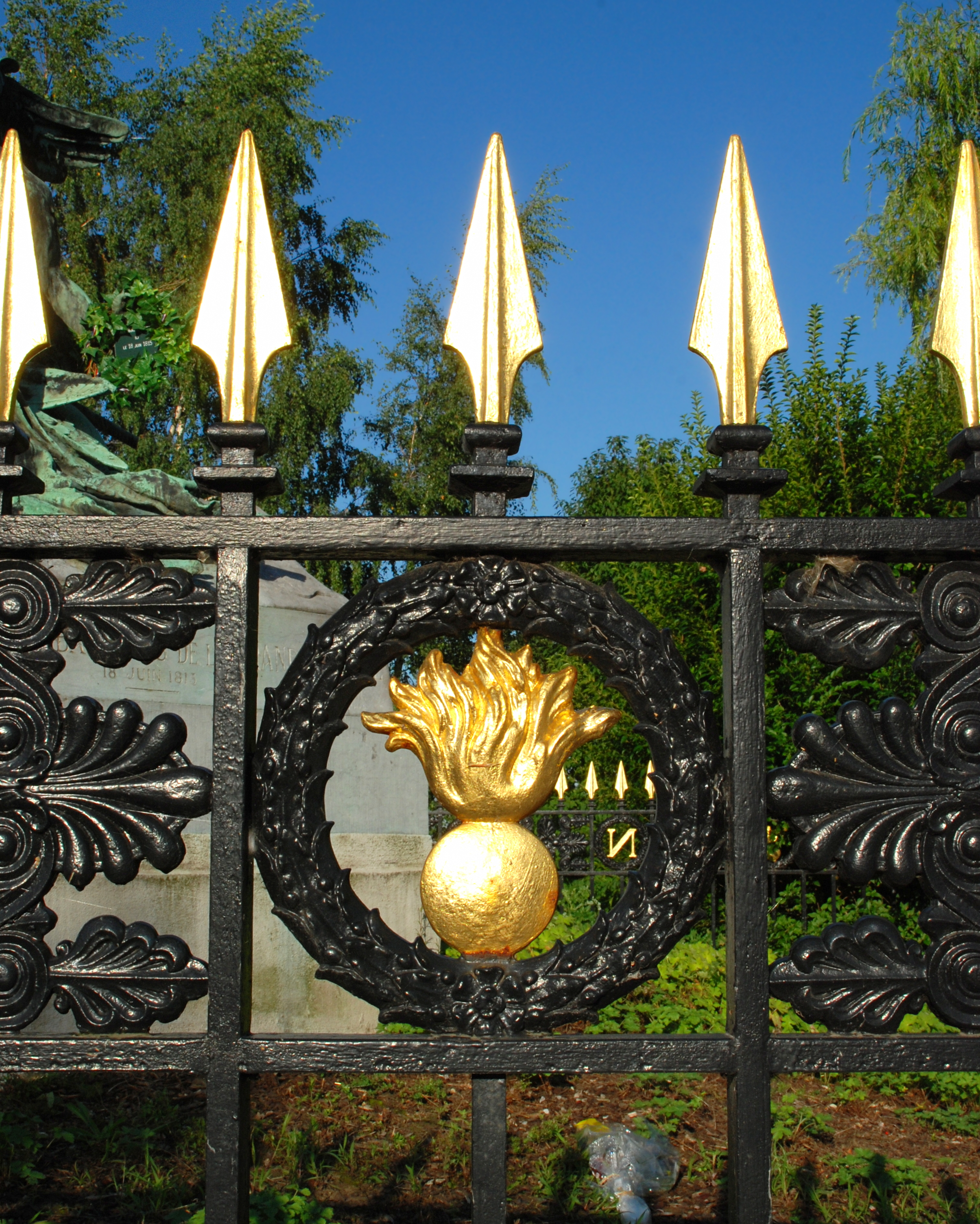
Symbole des grenadiers.

## Historique

### L'inauguration du monument

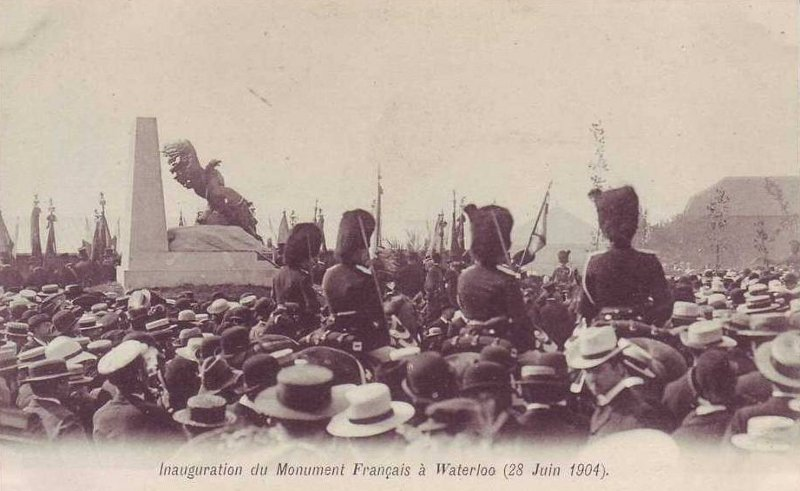
Inauguration du monument en 1904.

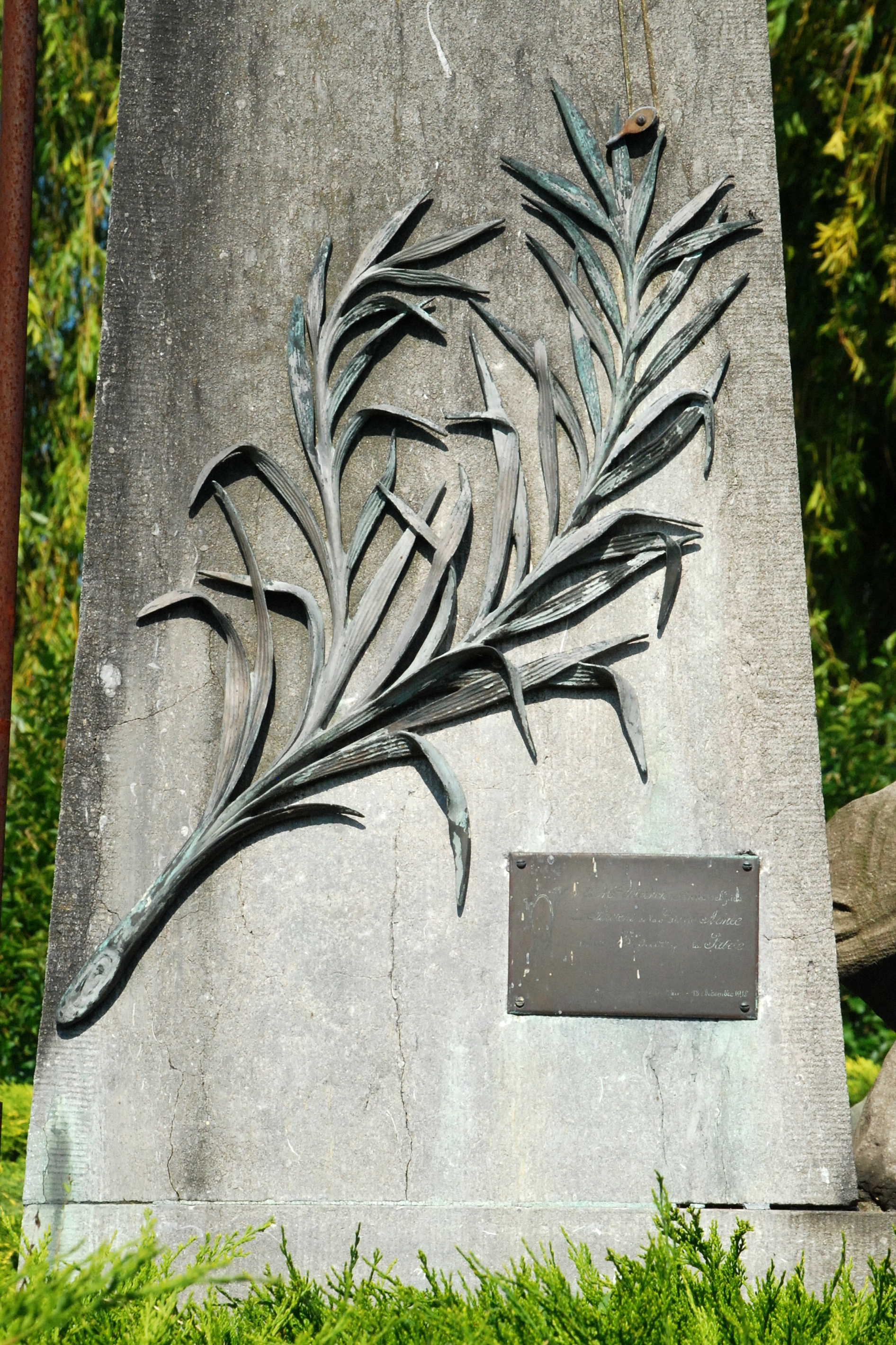
Palme ornant la face latérale du monument depuis 1918.

L'initiative de l'érection de ce mémorial est due à l'historien Henry Houssaye qui rallia à son idée le comte Albert de Mauroy et Gustave Larronet. Les trois hommes commencèrent par acheter un petit terrain de 100 m2, qu'ils offrirent à la société militaire La Sabretache, laquelle ouvrit une souscription en vue d'ériger le monument. Jusque-là, aucun monument n'avait célébré la mémoire des combattants français de 1815.
Aussi n'est-il pas difficile de comprendre l'engouement que suscita l'érection et l'inauguration du mémorial. C'est en effet une foule de plus de 100 000 spectateurs qui, le 28 juin 1904, assista au dévoilement du monument. Pour l'occasion, les stations de chemin de fer bruxelloises délivrèrent 57 000 tickets… Jamais autant de monde n'avait été réuni sur le champ de bataille depuis le 18 juin 1815. Singulier contraste avec l'inauguration quasi clandestine de la butte du Lion en 1826 !
Le temps était magnifique et, dans la matinée, la foule se pressa dans l'église Sainte-Catherine de Plancenoit pour assister à une messe de requiem chantée en l'honneur des morts français de la bataille de Waterloo. À 14 h 00, les trains spéciaux occupés par les personnalités quittèrent la gare du Midi pour rallier la gare de Braine-l'Alleud, où les dignitaires montèrent dans le tramway vicinal pour rejoindre le carrefour de Mont-Saint-Jean. Là, ils changèrent pour prendre un autre vicinal en direction de Plancenoit. À la Belle-Alliance, les invités se formèrent en cortège, précédé d'un détachement de la Gendarmerie en grand uniforme et d'une fanfare militaire. On remarquait dans l'assistance le représentant du roi Léopold II, le général Bruylant, le ministre de France à Bruxelles, M. Gérard, M. Henry Houssaye, très reconnaissable à sa grande barbe noire, et le célèbre peintre de batailles, Édouard Detaille. Les enfants des écoles étaient nombreux, brandissant des petits drapeaux belges et français. Autour du monument s'étaient rassemblés des descendants de combattants de 1815. Il y avait là, entre autres, le petit-fils du comte de Lobau, qui tint à déposer l'épée de son grand-père au pied du monument, le baron Durutte et deux descendants du général Duhesme.
Au premier rang, une petite dame âgée attirait les regards. Il s'agissait de Mme Thérèse Dupuis, âgée de 103 ans, qui, à l'âge de 13 ans, avait assisté au passage dans l'un et l'autre sens des troupes de Napoléon. La vieille dame, quoique particulièrement fêtée par les autorités officielles, mais vaincue par la fatigue et l'émotion, ne put assister à l'entièreté de la cérémonie et se retira discrètement.
L'orchestre militaire interpréta plusieurs marches de l'époque impériale puis Édouard Detaille prit la parole. Le monument fut alors dévoilé et Henry Houssaye lut un beau discours. Plus tard, l'historien avoua que cela avait été le plus beau jour de sa vie.
L'« Aigle blessé », alors qu'il n'était encore qu'un projet, suscita les plus vives polémiques. On reprocha à Houssaye de vouloir célébrer une bataille où la France avait été vaincue… À quoi, l'historien répondit qu'il ne s'agissait pas de rappeler une bataille qui avait été une défaite mais le sacrifice des héros qui avaient donné leur vie pour la Patrie.

### La récupération du symbole par le mouvement nationaliste wallon

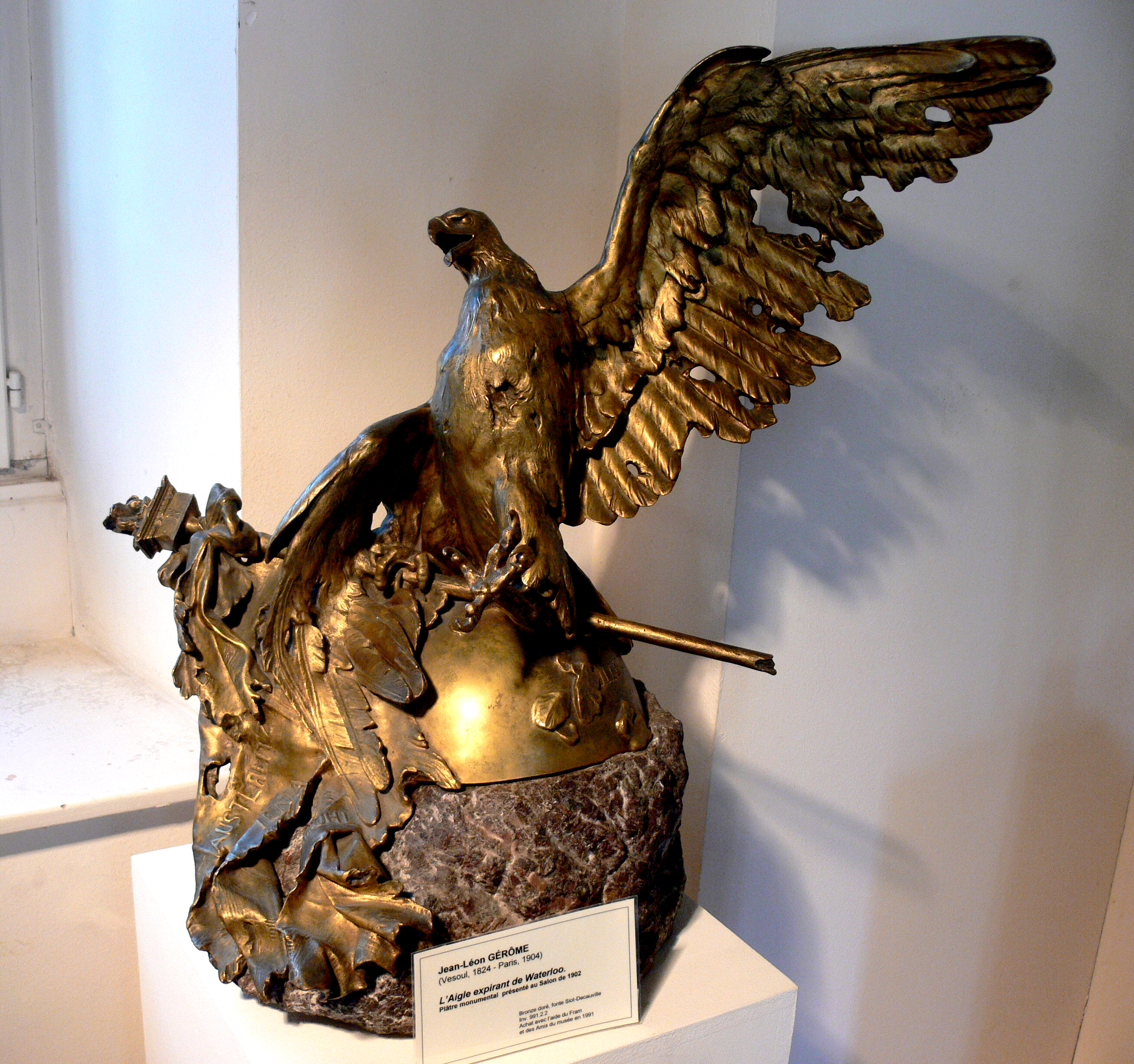
L'aigle expirant de Waterloo par Gérôme.

Après la Première Guerre mondiale, les mouvements wallingants entreprirent de venir chaque année déposer une gerbe au pied du monument. La première de ces manifestations eut lieu en 1928 et réunit quatorze personnes. À partir de ce moment, ce fut l'Avant-Garde wallonne qui se chargea de l'organisation annuelle des pèlerinages. Durant les années suivantes, dans l'entre-deux-guerres, les pèlerinages connurent de plus en plus de succès, notamment lorsque la Belgique choisit de rompre l'alliance avec la France au bénéfice d'une politique dite "des mains libres" ou de neutralité. À l'origine, ces pèlerinages constituaient surtout un hommage à la France, et plus particulièrement aux combattants du "dernier carré" lors de la bataille de Waterloo. On insistait alors beaucoup sur le symbole du monument, l'Aigle blessé, qui s'opposait au célèbre Lion de Waterloo, considéré par les militants comme un monument hostile à la France. Par la suite, tout au long des années 1930, ils prirent de plus en plus la forme d'une tribune où plusieurs orateurs évoquèrent les griefs des Wallons sur les plans tant économique, politique que militaire. Plusieurs questions étaient envisagées, notamment en fonction de l'actualité. En 1937 par exemple, Georges Truffaut, qui avait pris la parole au pèlerinage de Waterloo, combattit l'amnistie. Il dénonça aussi la minorisation des Wallons au Parlement belge, les visées impérialistes flamandes sur les communes francophones de la frontière linguistique ainsi que la politique de neutralité pratiquée par le gouvernement. L'année suivante, en 1938, le pèlerinage rassembla une foule d'environ 15 000 personnes. Arrêtés durant la Seconde Guerre mondiale, les pèlerinages reprirent à la fin de celle-ci et connurent alors un succès décroissant : au fil des années, l'événement rassembla de moins en moins de monde. Sa signification sembla changer également : la guerre et le mouvement Wallonie libre, qui selon la tradition, aurait été fondé au pied de l'Aigle blessé le 18 juin 1940 en répondant à l'appel du Général de Gaulle, devinrent de véritables références lors des pèlerinages. Le Benelux, que les militants wallons critiquaient grandement, devint également une thématique récurrente des pèlerinages de Waterloo dans la période d'après-guerre.

### Achat par la Province
En décembre 2010, le monument de l'Aigle blessé est racheté pour un euro symbolique par la province du Brabant wallon.
La Province achète au même moment la colonne Victor Hugo pour un euro symbolique et la maison voisine pour 550 000 euros.